# بوگرسیتی (نورت کالیفرنیا)
بوگرسیتی (به انگلیسی: Boger City) یک منطقهٔ مسکونی در ایالات متحده آمریکا است که در شهرستان لینکلن، کارولینای شمالی واقع شده‌است. بوگرسیتی ۱٫۸ کیلومتر مربع مساحت و ۵۵۴ نفر جمعیت دارد و ۳۰۲ متر بالاتر از سطح دریا واقع شده‌است.